# Brun (Köln)

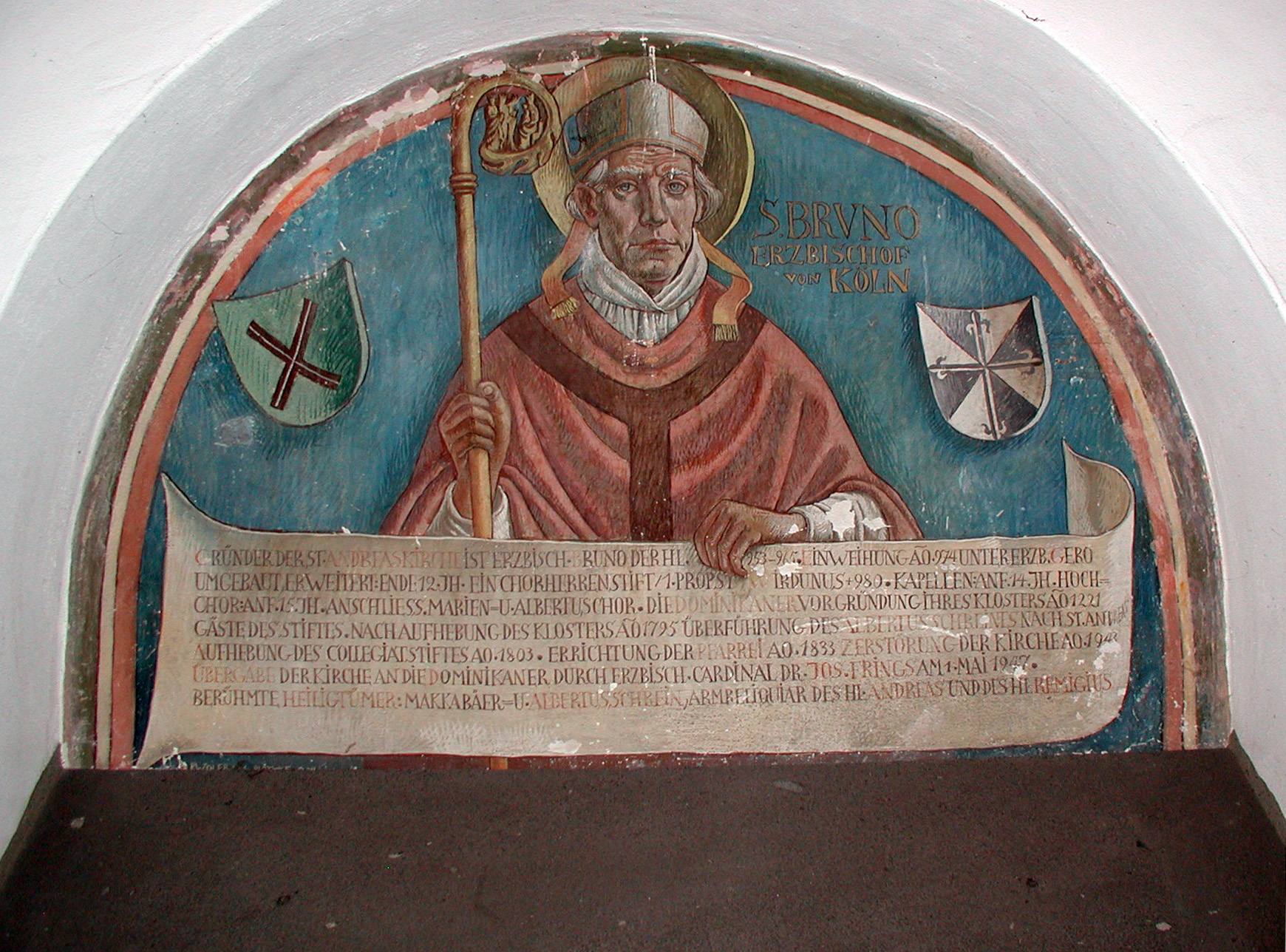
Darstellung des Erzbischofs Brun in St. Andreas, Köln

Brun, häufig auch als Bruno oder Brun(o) von Sachsen bezeichnet, (* 925; † 11. Oktober 965 in Reims) war von 940 bis 953 Kanzler des ostfränkisch-deutschen Reiches und anschließend Erzbischof von Köln.

## Leben
Brun war der dritte und jüngste Sohn des ostfränkischen Königs Heinrich I., des Herzogs von Sachsen, und dessen zweiter Frau Mathilde. Er hatte fünf Geschwister: den späteren König und römisch-deutschen Kaiser Otto I. den Großen, Heinrich I. (ca. 920–955), Herzog von Bayern, Gerberga, Hadwig sowie den ältesten Halbbruder Thankmar.
Bereits mit fünf Jahren wurde er für den geistlichen Stand ausgewählt und dem Bischof Balderich von Utrecht übergeben. Er besuchte die Domschule in Utrecht, bis er 939 von seinem Bruder Otto I. an den Königshof berufen wurde. Hier konnte er seine Ausbildung unter den Bischöfen Israel und Rather von Verona abschließen. Brun galt als einer der gebildetsten Männer des Reiches seiner Zeit. 940 wurde er mit nur 15 Jahren Reichskanzler am Hof seines Bruders und reorganisierte die Hofkanzlei. 951 wurde er als Erzkaplan auch der höchste Hofgeistliche. Von etwa 948 bis 951 war er Abt der Reichsabtei Lorsch.
953 wurde er auf Betreiben Ottos zum Erzbischof von Köln gewählt. Anfang September 953 belieh ihn Otto I. mit dem Herzogtum Lothringen, das er seinem rebellischen Schwiegersohn Konrad dem Roten entzogen hatte. Damit wurde Brun, der höchstpersönlich gegen Konrad in den Krieg zog, zum zweitmächtigsten Mann im Reich hinter seinem Bruder, gegenüber dem er stets loyal war.
954 wurde er als Vormund seines Neffen Lothar von Frankreich, des Sohns seiner Schwester Gerberga, Regent von Frankreich. Zwei Jahre später übernahm er die Vormundschaft für Hugo Capet, den Sohn seiner Schwester Hadwig. In der Folge musste er ständig zwischen seinen beiden um die französische Krone rivalisierenden Neffen vermitteln. Außerdem war Brun während der Abwesenheit Ottos I. zusammen mit Erzbischof Wilhelm von Mainz nicht nur Regent des Kaiserreiches, sondern auch Vormund seines Neffen Otto II., den er am 26. Mai 961 in Aachen zum deutschen König gesalbt hatte.
Brun machte sich sehr um die Förderung der Klosterschulen verdient. Außerdem war er ein Anhänger und Förderer der Klosterreform von Gorze, die ein starkes Mönchstum unter weltlicher Herrschaft des jeweiligen Landesfürsten propagierte. Als Erzbischof von Köln hatte er von seinem Bruder königliche Privilegien, wie das Recht, die Stadt zu befestigen, Märkte abzuhalten, Münzen zu schlagen und Steuern zu erheben, erhalten, was Kölns Stellung als bedeutendste Stadt des Reiches weiter festigte. Außerdem war sein Hof das intellektuelle und künstlerische Zentrum in Deutschland. Hier erhielten viele der führenden Gelehrten und späteren Bischöfe ihre Ausbildung. Neben seiner Gelehrsamkeit und seiner Loyalität Otto gegenüber galt Brun als durchaus machtbewusst, aber auch als sehr fromm und persönlich bescheiden.

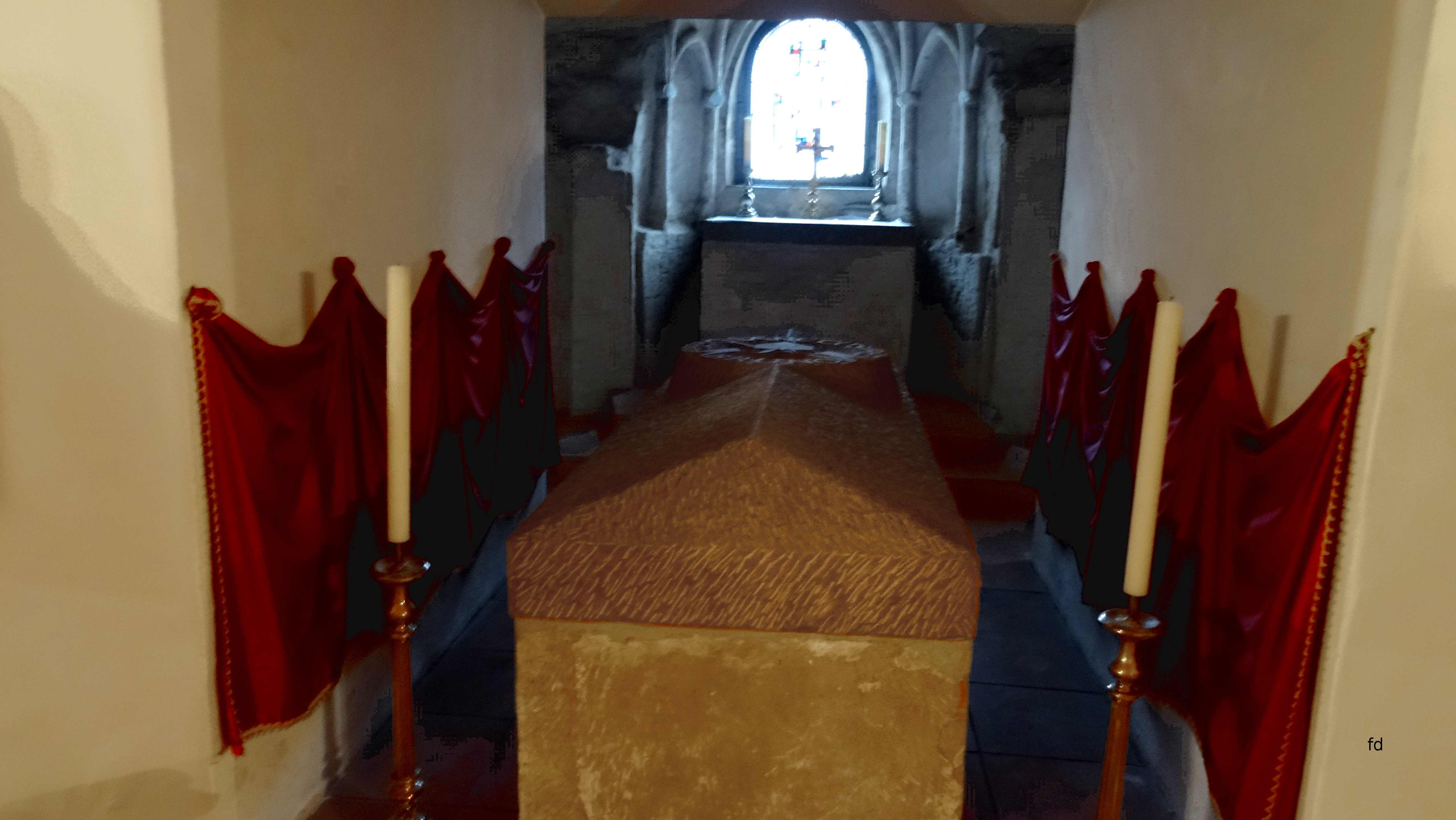
Sarkophag in der Krypta von St. Pantaleon

Er starb am 11. Oktober 965 in Reims. Brun wurde seinem eigenen Wunsch entsprechend in dem von ihm gegründeten Kloster St. Pantaleon in Köln beigesetzt. Er gilt in der katholischen Kirche als Heiliger und auch in der evangelischen Kirche als denkwürdiger Glaubenszeuge. Sein römisch-katholischer Festtag ist sein Sterbetag, der 11. Oktober; sein Gedenktag im Evangelischen Namenkalender ist einen Tag früher, am 10. Oktober.
Im Rahmen der Neukonzeption des Skulpturenprogramms des Kölner Rathausturms in den 1980er Jahren wurde Brun durch eine Figur von John-Michael Bachem im vierten Obergeschoss auf der Südseite des Turms geehrt.
Seine Vita wurde 968/969 von Ruotger von Köln verfasst.